# Позен (провинция)
По́зен (нем. Posen), также иногда По́знань — провинция Пруссии (с 1871 года — часть Германской империи). Существовала с 1815 по 1920 годы. До 1848 года имела широкую автономию в качестве Великого княжества Познанского. В 1919 году бо́льшая часть провинции Позен и половина провинции Западная Пруссия были переданы в состав Польши, согласно условиям Версальского договора. На остатках обеих провинций в 1922 году была образована новая провинция Позен-Западная Пруссия.
В Пруссии после 1848 года была единственной провинцией, где немцы составляли меньшинство (около 37 % населения), около 61 % составляли поляки, около 2 % — в основном евреи. Процент немцев увеличился к середине XIX века, но вновь снизился к его концу из-за более низкой рождаемости и миграционного оттока.

## История

### Образование провинции

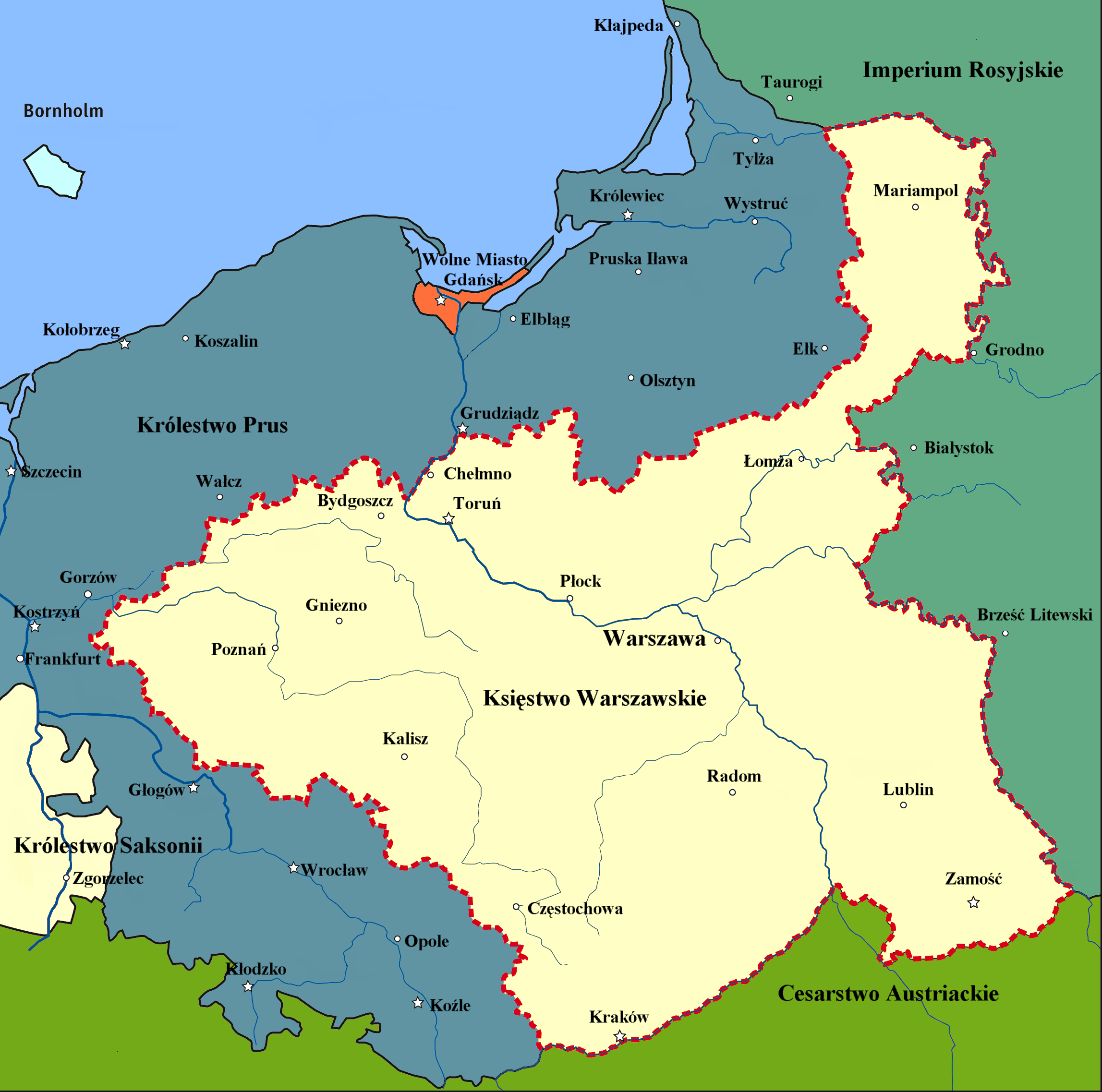
Варшавское герцогство (1809—1815)

Территория Великой Польши уже ранее после трёх польских разделов принадлежала Пруссии. В 1793—1807 годы здесь существовали прусские провинции Южная Пруссия и Новая Восточная Пруссия. В 1807 году, согласно условиям Тильзитского мира, завершившего русско-прусско-французскую войну, на территории провинции Южная Пруссия вместе с частью провинции Новая Восточная Пруссия было провозглашено Варшавское герцогство, переданное саксонской короне. В 1809 году территория Варшавского герцогства значительно увеличилась после одержаной победы в войне с Австрией.
В результате наполеоновских войн Саксония, выступавшая на стороне Франции, потерпела поражение и в результате потеряла значительную часть своих владений. Тем не менее состоявшийся в 1815 году Венский конгресс сохранил суверенитет Саксонского королевства. Вместе с тем Пруссия получила назад часть ранее принадлежащих ей территорий Великой Польши, а также и часть саксонских земель. На приобретённых территориях были созданы провинции Саксония и Позен. Последняя в виде Великого княжествa Познанского получила право широкой автономии.

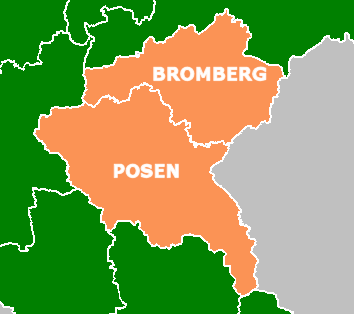
Округа провинции Позен

На территории провинции Позен было образовано два административных округа:
1. Административный округ Бромберг, центр — Бромберг
2. Административный округ Позен, центр — Позен

### Германизация и ликвидация автономии
После Польского восстания 1830 года в Российской империи Пруссия, опасаясь польского сепаратизма, начала проводить в регионе политику германизации поляков, постепенно вытесняя польский язык из системы образования и государственного делопроизводства. Однако это только усилило национальное сопротивление поляков.

В 1848 году во время немецкой революции на территории провинции прошли массовые восстания поляков, которые были жестоко подавлены. После подавления вооружённых восстаний Пруссия полностью упразднила автономию провинции Позен и перестроила управление регионом по стандартному принципу, характерному для всех других провинций. Западные и северные немецкоязычные районы провинции были включены в состав Германского союза. К 1851 году в Германский союз была включена и вся территория провинции.
После объединения Германии в 1871 году и создания Германской империи польское население Пруссии стало национальным меньшинством в национальном немецком государстве. Продолжающаяся последовательная политика германизации привела к новым протестам польскоговорящего населения. В 1906—1907 годах в провинции прошли массовые забастовки в школах.

### Веймарская республика
После Первой мировой войны отношения обострились. Поляки стали требовать передачи территории провинции в состав воссозданного польского государства. После Великопольского восстания 1918 года, согласно условиям Версальского договора, в январе 1920 года основная территория провинций Позен и Западная Пруссия была передана Польше. Лишь небольшая приграничная полоса, на которой преобладало немецкое население, осталась в пределах Германии. При этом к Польше под давлением Антанты отошёл и ряд районов с преобладанием немецкого населения (Бромберг, Лисса и т. д.).
В 1922 году остатки обеих провинций были объединены в новую провинцию Позен-Западная Пруссия, просуществовавшую однако лишь до 1938 года, когда она в ходе нацистских административных реформ была упразднена и разделена между соседними провинциями.

### Нацистская Германия
В 1939 году после вторжения в Польшу территория бывшей некогда провинции Позен была снова аннексирована Германией. Однако провинция восстановлена не была. Здесь, а также и на других аннексированных прилегающих польских территориях было создано рейхсгау Позен, которое уже в 1940 году было переименовано в Вартеланд, со столицей в городе Позен. При этом территория вокруг Бромберга была включена в состав другого созданного рейхсгау Данциг-Западная Пруссия. Таким образом, эта бывшая когда-то прусской территория была присоединена непосредственно к Рейху в качестве особой административной единицы — рейхсгау, а не в качестве части Пруссии. В таком виде эти территории оставались в составе нацистской Германии до конца войны.

### Послевоенное развитие
В 1945 году эти земли вновь полностью перешли под контроль Польши, а всё находившееся там немецкое население было изгнано. После последней административной реформы, проведённой в 1999 году в Польше, территория бывшей провинции Позен практически идентична с территорией Великопольского воеводства. Несколько районов также относятся сегодня к Куявско-Поморскому и Любускому воеводствам.

## География и экономика
Внутренняя часть провинции представляла собой равнинную плоскость, через которую протекает река Варта. По территории также проходил Бромбергский, или Нетцевский, канал, соединяющий реку Нетцу (система Одера) с Брагой (система Вислы). Также на территории провинции имелось множество озёр. Главным занятием населения являлось сельское хозяйство. Кроме зернового хлеба, стручковых плодов и картофеля, выдающееся значение для региона имел хмель. Виноделием занимались в юго-западной части провинции.
В регионе между Вартой и Нетцей произрастали значительнейшие леса, преимущественно хвойные. Развивалось скотоводство: здесь разводили лошадей, рогатый скот, овец, свиней и коз. На территории Позена добывались соль, гипс, известь, бурый уголь, болотный железняк, торф. Промышленность в целом была развита слабо и имелась лишь в определённых местах. Имелись фабрики машин, суконная мануфактура, большие кирпичные заводы, мукомольные мельницы, заводы сахарные, пивоваренные и винокуренные, фабрики нюхательного табака. Главными торговыми пунктами провинции были города Позен и Бромберг.

## Население

Население провинции Позен в 1910 году по родному языку:
немецкий язык
польский язык
другой или несколько

По переписи 1895 года в провинции проживало 1 828 195 человек. Большинство населения составляли католики (более 60 %), около четверти — протестанты, также имелись и представители других христианских конфессий и евреи. Евангелическое исповедание преобладало, в основном, северных и западных пограничных районах. В 1890 году в провинции проживало 697 265 немцев и 1 047 409 поляков. В то же время большие города имели преимущественно немецкое население. С целью увеличения немецкого элемента в регионе проводилась колонизационная политика, которая заключалась в целенаправленной государственной скупке поместий у польских владельцев с целью их последующей перепродажи немецким колонистам.
Территория и население провинции Позен в 1900 году:
| Административный округ | Площадь, км² | Население, чел. | Количество районов | Количество районов |
| Административный округ | Площадь, км² | Население, чел. | сельских           | городских          |
| ---------------------- | ------------ | --------------- | ------------------ | ------------------ |
| Округ Бромберг         | 11.451,81    | 689.023         | 13                 | 1                  |
| Округ Позен            | 17.518,60    | 1.198.252       | 27                 | 1                  |
| Всего по провинции     | 28.970,41    | 1.887.275       | 40                 | 2                  |

Территория и население провинции Позен в 1910 году:
| Административный округ | Площадь, км² | Население, чел. | Количество районов | Количество районов |
| Административный округ | Площадь, км² | Население, чел. | сельских           | городских          |
| ---------------------- | ------------ | --------------- | ------------------ | ------------------ |
| Округ Бромберг         | 11.461,52    | 763.947         | 13                 | 1                  |
| Округ Позен            | 17.530,00    | 1.335.884       | 27                 | 1                  |
| Всего по провинции     | 28.991,52    | 2.099.831       | 40                 | 2                  |

## Обер-президенты

Герб автономного Великого княжества Познанского (1815—1848)

Герб провинции Позен (1848—1922)

Пост обер-президента введён в Пруссии согласно указу от 30 апреля 1815 года об улучшении организации провинциального управления (нем. Verordnung wegen verbesserter Einrichtung der Provinzial-Behörden).
| Годы      | Обер-президент                     |
| --------- | ---------------------------------- |
| 1815—1824 | Йозеф фон Цербони ди Спозетти      |
| 1825—1830 | Теодор фон Бауман                  |
| 1830—1840 | Эдуард фон Флотвел                 |
| 1840—1842 | Адольф Генрих фон Арним-Бойценбург |
| 1843—1850 | Карл Мориц фон Бойрман             |
| 1850—1851 | Густав фон Бонин                   |
| 1851—1860 | Ойген фон Путткамер                |
| 1860—1862 | Густав фон Бонин                   |
| 1862—1869 | Карл фон Хорн                      |
| 1869—1873 | Отто фон Кёнигсмарк                |
| 1873—1886 | Уилльям Барстоу фон Гюнтер         |
| 1886—1890 | Роберт фон Цедлитц-Трюцшлер        |
| 1890—1899 | Гуго фон Виламовиц-Мёллендорф      |
| 1899—1903 | Рудольф фон Биттер (младший)       |
| 1903—1911 | Вильгельм фон Валдов               |
| 1911—1914 | Филипп Шварцкопф                   |
| 1914—1919 | Ганс фон Айзенхарт-Роте            |

В ноябре 1919 года Ганс фон Айзенхарт-Роте был отправлен на пенсию. По причине того, что фактически уже с начала 1919 года Пруссия более не контролировала охваченную польским восстанием большую часть провинции Позен, новый обер-президент назначен не был. Оставшиеся под прусским контролем приграничные части на западе, юге и севере провинции фактически управлялись бывшим главой относящегося к провинции Позен округа Бромберг, резиденция которого в ноябре 1919 года была перенесена в город Шнайдемюль, впоследствии ставший центром новой провинции Позен-Западная Пруссия.